# USコロミエ
ユニオン・スポルティヴ・コロミエ・ラグビー（仏: Union Sportive Colomiers Rugby）は、フランス南西部のコロミエに本拠地を置くラグビーユニオンクラブである。プロD2（2部）に所属。通称はUSコロミエ。

## 概要
日本では、過去に吉田義人、斉藤祐也、岩渕健輔が所属していた事で有名。

## 歴史
1915年創設。
1998-99シーズン、ハイネケンカップ準優勝。
1999-2000シーズン、フランスリーグ準優勝。

## タイトル

### 国内タイトル
- フランス選手権（現・トップ14）
  - 準優勝 1回（2000）

## スコッド
- ロドリゴ・マルタ(ポルトガル代表)
- ヴィンセント・ピント(ポルトガル代表)
- マーティン・アロンソ(スペイン代表)
- アンジェロ・ツイタヴキ(トンガ代表)

## 歴代所属選手
- ロバート・ゴードン - フランカー、日本代表
- ウィリ・ローファイ - ロック・フランカー、トンガ代表
- ヴェレニキ・ゴネヴァ - ウイング、フィジー代表
- トマス・ロハス - フルバック、フランス代表
- ヘンリー・タエフ - センター、サモア代表
- ギヨーム・ピロン - センター、ベルギー代表
- アファ・アモサ - ナンバーエイト、サモア代表
- ダニエル・ファレアファ - ロック・フランカー、トンガ代表
- マリウス・アントネスク - ロック、ルーマニア代表
- オタル・トゥラシビリ - フッカー、ルーマニア代表
- ヨーラム・モエファナ - センター、フランス代表
- ジョニー・ファアマトゥアイヌ - フランカー、サモア代表
- シオネ・ティマニ - フランカー、トンガ代表
- ヨハン・ディーゼル - センター、ナミビア代表
- ミハイ・マコベイ - ナンバーエイト、ルーマニア代表
- リオネル・カンペルグ - プロップ、ポルトガル代表
- エドアルド・ゴリ - スクラムハーフ、イタリア代表